# Constans (Cognomen)
Constans (lateinisch: „feststehend“, „standhaft“, „unerschütterlich“, „zuverlässig“) ist ein römisches Cognomen.

## Namensträger
- Aelius Constans, römischer Statthalter, 2. Jahrhundert
- Claudius Constans, römischer Statthalter, 2. Jahrhundert
- Constans (Konsul 414), oströmischer Konsul 414
- Flavius Constans, römischer Statthalter, 2. Jahrhundert
- Flavius Iulius Constans (* zwischen 320 und 323; † Februar 350), der römische Kaiser Constans
- Flavius Maecius Constans, römischer Statthalter, 4. Jahrhundert
- Lucius Castrius Constans, römischer Statthalter, 4. Jahrhundert
- Gaius Nummius Constans, römischer Offizier, 2. Jahrhundert
- Ra(e)cius Constans, römischer Statthalter Sardiniens unter Septimius Severus
- Titus Flavius Constans, römischer Statthalter Dakiens 165 und Prätorianerpräfekt